# Liga Libanesa de Basquetebol
A Liga Libanesa de Basquetebol é a divisão de elite entre as ligas de basquetebol do Líbano e uma das mais importantes da Ásia. É organizada anualmente pela Federação libanesa de Basquetebol sob as regras da Federação Internacional de Basquetebol. O maior campeão historicamente é o Sporting Al-Riyadi de Beirute com 15 conquistas.

## História
O primeiros campeonatos nacionais de basquetebol no Líbano iniciaram nos anos 50, no entanto, foram interrompidos em decorrência da Guerra Civil Libanesa e reformada no formato profissional em 1992.
Em 1997, Al Riyadi sagrou-se campeão libanês conquistando o direito de disputa a FIBA Copa da Ásia de 1998. Na ocasião os libaneses finalizaram em 3º lugar. Em seu retorno para Beirute os fãs em frenesi tomaram as ruas para comemorar a grandiosa conquista, porém nesta mesma temporada no Derby de Beirute foram derrotados na final da liga pelos arqui rivais Sagesse Club.
Em 1998 e 1999, Beirute sediou o Copa Árabe de Clubes de Basquetebol, tendo o Sagesse Club conquistando ambos os troféus.

## Campeões desde 1993
| Temporada | Campeão    | Finalsita           |
| --------- | ---------- | ------------------- |
| 1992–1993 | Al Riyadi  | Kahraba Zouk Mikael |
| 1993–1994 | Sagesse    | Kahraba Zouk Mikael |
| 1994–1995 | Al Riyadi  | Kahraba Zouk Mikael |
| 1995–1996 | Cancelado  |                     |
| 1996–1997 | Al Riyadi  | Tadamon Zouk        |
| 1997–1998 | Sagesse    | Tadamon Zouk        |
| 1998–1999 | Sagesse    | Tadamon Zouk        |
| 1999–2000 | Sagesse    | Antranik Beirut     |
| 2000–2001 | Sagesse    | Champville          |
| 2001–2002 | Sagesse    | Champville          |
| 2002–2003 | Sagesse    | Al Riyadi           |
| 2003–2004 | Sagesse    | Al Riyadi           |
| 2004–2005 | Al Riyadi  | Sagesse             |
| 2005–2006 | Al Riyadi  | Sagesse             |
| 2006–2007 | Al Riyadi  | Blue Stars          |
| 2007–2008 | Al Riyadi  | Mouttahed           |
| 2008-2009 | Al Riyadi  | Mouttahed           |
| 2009-2010 | Al Riyadi  | Champville          |
| 2010-2011 | Al Riyadi  | Champville          |
| 2011-2012 | Champville | Anibal              |
| 2012-2013 | Cancelado  |                     |
| 2013-2014 | Al Riyadi  | Sagesse             |
| 2014-2015 | Al Riyadi  | Byblos Club         |
| 2015-2016 | Al Riyadi  | Sagesse             |
| 2016-2017 | Al Riyadi  |                     |
| 2017-2018 | Homenetmen | Al Riyadi           |
| 2018-2019 | Al Riyadi  | Beirut Club         |